# Élections régionales de 2010 dans les Marches
Les élections régionales de 2010 dans les Marches (en italien : Elezioni regionali nelle Marche) ont eu lieu le 29 mars 2010 afin d'élire le président et les conseillers de la IXe législature du conseil régional des Marches pour un mandat de cinq ans.

## Système électoral

Région des Marches.

Les Marches sont une  région italienne à statut simple. Le conseil régional ainsi que son président sont élus simultanément au suffrage universel direct. Les 30 conseillers sont élus au scrutin proportionnel plurinominal avec listes ouvertes, vote préférentiel et seuil électoral de 5 % mais sans panachage, tandis que le président est élu au scrutin uninominal majoritaire à un tour. Ce dernier se présente obligatoirement en tant que candidat d'une liste en lice pour le conseil régional, ce qui interdit de fait les candidatures sans étiquettes. Les 30 sièges à pourvoir le sont dans cinq circonscriptions de quatre à neuf sièges chacune.
La liste du président élu peut recevoir d'emblée une prime majoritaire portant sa part des sièges au-dessus de la majorité absolue. La liste reçoit ainsi 16 sièges si elle a obtenu entre 34 et 37 % des suffrages, 17 sièges si elle a obtenu entre 37 et 40 %, et 18 sièges au delà. Les sièges restants sont ensuite repartis à la proportionnelle aux différentes listes ayant franchi le seuil électoral, et à leurs candidats en fonction des votes préférentiels qu'ils ont recueillis. Le seuil de 5 % est abaissé à 3 % pour les listes se présentant au sein d'une coalition. Par ailleurs, le président élu devient de droit membre du conseil, ce qui porte le total de conseillers à 31.

### Modalités
L'électeur vote sur un même bulletin pour un candidat à la présidence et pour la liste d'un parti. Il a la possibilité d'exprimer ce vote de plusieurs façons.
- Soit voter pour une liste, auquel cas son vote s'ajoute également à ceux pour le candidat à la présidence soutenu par la liste. Il a également la possibilité d'exprimer un vote préférentiel pour deux candidats de son choix sur la liste en écrivant leurs noms. Il ne doit dans ce cas pas écrire les noms de deux candidats de même sexe, ni un seul nom.

- Soit ne voter que pour un candidat à la présidence, auquel cas son vote n'est pas étendu à sa liste.

- Soit préciser son vote pour un candidat et pour une liste. Cette dernière doit cependant obligatoirement faire partie de celles soutenant le candidat choisi, rendant impossible le panachage[1].

### Répartition des sièges
| Provinces                 | Sièges | +/- |  |
| Ancône                    | 13     |     |  |
| Ascoli Piceno             | 6      | 2   |  |
| Fermo                     | 5      | 1   |  |
| Macerata                  | 8      | 2   |  |
| Pesaro et d'Urbino        | 9      | 1   |  |
| Candidats à la présidence | 2      | 3   |  |
| Total                     | 43     | 3   |  |

## Résultats
|                        |                        |            |            |                      |                                   |                               |         |         |         |               |               |       |  |  |
| Présidence             | Présidence             | Présidence | Présidence | Présidence           | Conseil                           | Conseil                       | Conseil | Conseil | Conseil | Conseil       | Conseil       | Total |  |  |
| Candidats              | Candidats              | Votes      | %          | Élus                 | Partis                            | Partis                        | Votes   | %       | +/-     | Sièges        | +/-           | Total |  |  |
|                        | Gian Mario Spacca (PD) | 409 823    | 53,17      | 1                    |                                   | Parti démocrate (PD)          | 224 897 | 31,12   | 9,00    | 15            | en stagnation |       |  |  |
|                        | Gian Mario Spacca (PD) | 409 823    | 53,17      | 1                    | Italie des valeurs (IdV)          | 65 536                        | 9,07    | 7,66    | 4       | 4             |               |       |  |  |
|                        | Gian Mario Spacca (PD) | 409 823    | 53,17      | 1                    | Union de centre (UdC)             | 41 989                        | 5,81    | 1,45    | 3       | 1             |               |       |  |  |
|                        | Gian Mario Spacca (PD) | 409 823    | 53,17      | 1                    | Alliance réformiste (PSI-MRE-UPC) | 19 701                        | 2,73    | Nv.     | 1       | 1             |               |       |  |  |
|                        | Gian Mario Spacca (PD) | 409 823    | 53,17      | 1                    | Alliance pour l'Italie (ApI)      | 14 554                        | 2,01    | Nv.     | 1       | 1             |               |       |  |  |
|                        | Gian Mario Spacca (PD) | 409 823    | 53,17      | 1                    | Fédération des Verts (FdV)        | 12 641                        | 1,75    | 1,50    | 1       | en stagnation |               |       |  |  |
|                        | Gian Mario Spacca (PD) | 409 823    | 53,17      | 1                    | Liste civique des Marches         | 6 274                         | 0,87    | Nv.     | —       | en stagnation |               |       |  |  |
| Total Centre-gauche    | Total Centre-gauche    | 409 823    | 53,17      | 1                    | 385 592                           | 53,36                         | 4,25    | 25      | 5       | 26            |               |       |  |  |
|                        | Erminio Marinelli      | 306 075    | 39,71      | 1                    |                                   | Le Peuple de la liberté (PdL) | 225 472 | 31,20   | 0,28    | 12            | 1             |       |  |  |
|                        | Erminio Marinelli      | 306 075    | 39,71      | 1                    | Ligue du Nord (LN)                | 45 726                        | 6,33    | 5,46    | 2       | 2             |               |       |  |  |
|                        | Erminio Marinelli      | 306 075    | 39,71      | 1                    | Ensemble pour le président        | 9 555                         | 1,32    | Nv.     | —       | en stagnation |               |       |  |  |
|                        | Erminio Marinelli      | 306 075    | 39,71      | 1                    | La Droite (LD)                    | 9 178                         | 1,27    | Nv.     | —       | en stagnation |               |       |  |  |
| Total Centre-droit     | Total Centre-droit     | 306 075    | 39,71      | 1                    | 289 931                           | 40,12                         | 1,07    | 14      | 1       | 15            |               |       |  |  |
|                        | Massimo Rossi          | 54 851     | 7,12       | —                    |                                   | Fédération de la gauche (FdS) | 27 975  | 3,87    | 6,43    | 1             | 2             |       |  |  |
|                        | Massimo Rossi          | 54 851     | 7,12       | —                    | Gauche, écologie et liberté (SEL) | 19 108                        | 2,64    | Nv.     | 1       | 1             |               |       |  |  |
| Total Gauche           | Total Gauche           | 54 851     | 7,12       | —                    | 47 083                            | 6,52                          | Nv.     | 2       | 2       | 2             |               |       |  |  |
|                        |                        |            |            |                      |                                   |                               |         |         |         |               |               |       |  |  |
| Votes valides          | Votes valides          | 770 749    | 95,25      |                      | Votes valides                     | Votes valides                 | 722 606 | 89,30   |         |               |               |       |  |  |
| Votes blancs et nuls   | Votes blancs et nuls   | 38 397     | 4,75       | Votes blancs et nuls | Votes blancs et nuls              | 86 540                        | 10,70   |         |         |               |               |       |  |  |
| Total candidats        | Total candidats        | 809 146    | 100        | 2                    | Total partis                      | Total partis                  | 809 146 | 100     | -       | 41            | 6             | 43    |  |  |
| Abstentions            | Abstentions            | 479 838    | 37,23      |                      |                                   |                               |         |         |         |               |               |       |  |  |
| Inscrits/Participation | Inscrits/Participation | 1 288 984  | 62,77      |                      |                                   |                               |         |         |         |               |               |       |  |  |